# توان سلولی

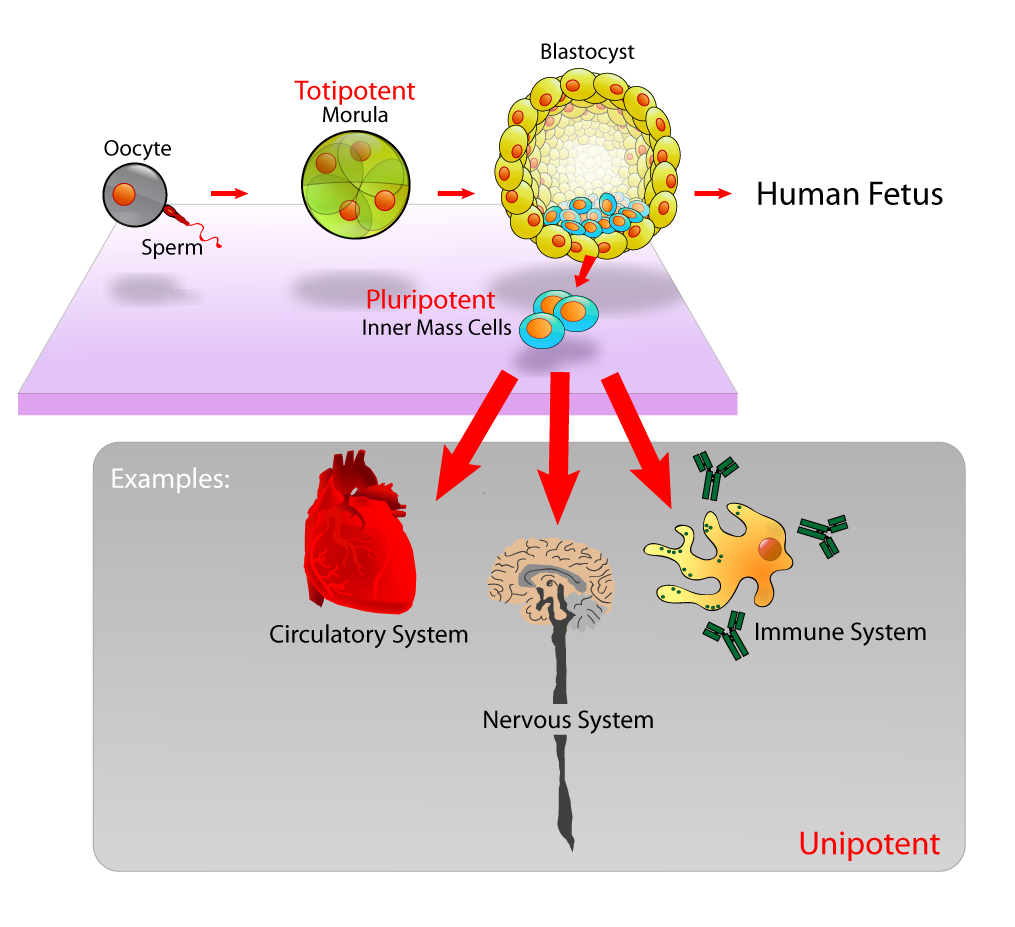
سلول‌های بنیادین جنینی پرتوان از سلول‌های بلاستوسیست نشأت می‌گیرند. این سلول‌های بنیادین به سلول‌های هر بافت دیگری به غیر از جفت می‌توانند تبدیل شوند. تنها سلول‌های همه‌توان توته می‌توانند به همهٔ بافت‌ها و سلول‌های جفت متمایز شوند.

توان سلولی (Cell Potency) مفهومی است که توانایی یک سلول برای متمایز شدن و تبدیل شدن آن سلول به سلول‌های دیگر تعریف می‌شود. هرچه یک سلول پتانسیل این را داشته‌باشد که به انواع بیشتری از سلول‌های دیگر تبدیل شود، قدرت یا پتانسیل آن سلول بیشتر است. پتانسیل سلولی همین‌طور با تعریف پتانسیل فعال‌سازی ژن‌ها در داخل یک سلول نیز مطرح می‌شود، مانند زنجیره‌ای که با همه‌توان آغاز می‌شود که این نوع از سلول‌ها بیشترین پتانسیل تمایز را دارند و سپس دانه‌های بعدی زنجیر که درجهٔ پتانسیل آن‌ها به ترتیب کاهش میابد شامل سلول‌های پرتوان، چندتوان، کم‌توان و در نهایت تک‌توان. واژهٔ (potency) یا توان (پتانسیل) از واژۀ لاتین Potentia آمده‌است که به معنی داشتن قدرت و پتانسیل می‌باشد.
همه‌توان (به انگلیسی: Totipotency) همه‌توان به معنی این است که یک سلول، توانایی این را داشته باشد که با تقسیم شدن، تمام انواع سلول‌های متمایز در یک جاندار را ایجاد کند. هاگ (یا اسپور) و یاختهٔ تخم نمونه‌هایی از سلول‌های همه‌توان هستند. در طیف مربوط به پتانسیل سلول‌ها، همه‌توان، بیشترین پتانسیل ایجاد تمایز سلولی را دارد. واژهٔ Toti از لغت لاتین totus به معنی «کامل» ریشه گرفته‌است.
برای سلولی که به‌طور کامل تمایز پیدا کرده‌است و به یک سلول مشخص تبدیل شده‌است، این قابلیت وجود دارد که به سلول با وضعیت همه‌توان برگردد. این تبدیل به همه‌توان پیچیده‌است و هنوز به‌طور کامل فهمیده و کشف نشده و از موضوعات تحقیقاتی روز می‌باشد. تحقیقات در سال ۲۰۱۱ نشان داده‌اند که سلول‌ها به یک سلول کاملاً همه‌توان تبدیل نمی‌شوند، بلکه به انواع پیچیدهٔ سلولی از قابلیت همه‌توان تبدیل می‌شوند. سلول‌های بنیادینی که همانند جوانه‌ساهای همه‌توان در ۲ مرحلهٔ جنینی هستند، به‌طور خودبخود در محیط کشت سلول‌های بنیادین جنینی می‌توانند رشد کند.
با استفاده از مدل تکوین انسان می‌توان توضیح داد که سلول‌های همه‌توان چگونه ایجاد می‌شوند و رشد می‌کنند. تکوین انسان زمانی آغاز می‌شود که یک اسپرم یک تخمک را بارور می‌کند و تخمک بارور شدهٔ حاصل، یک سلول همه‌توان به نام زایگوت (یاختهٔ تخم) را به وجود می‌آورد. چند ساعت ابتدایی پس از عملیات بارورسازی، این سلول زایگوت به سلول‌های همه‌توان یکسان تبدیل می‌گردد، که هر کدام از این سلول‌ها می‌تواند به یکی از سه لایهٔ جنینی انسانی (درون‌پوست، میان‌پوست و برون‌پوست)، یا به سلول‌های لایهٔ cytotrophoblast یا لایهٔ synsytiotrophoblast از جفت تکوین یابد. پس از این‌که تعداد این سلول‌های تقسیم شده به ۱۶ عدد رسید، سلول‌های همه‌توان توته (مورولا) یا توتاله به سلول‌هایی متمایز و مشتق می‌شوند که نهایتاً به تودۀ سلولی داخلی (inner cell mass) بلاستوسیست یا تروفوبلاست (trophoblast) خارجی تبدیل می‌گردند. تقریباً به مدت چهار روز پس از باروری وا انجام شدن تعداد زیادی چرخهٔ تقسیم سلولی، این سلول‌های همه‌توان شروع به اختصاصی شدن می‌کنند. Inner cell mass، یا همان منبع سلول‌های بنیادی رویانی، به سلول‌های پرتوان تبدیل می‌شوند.
تحقیقات روی کرم الگانس نشان داده‌است چند مکانیزم شامل تنظیمات RNA می‌توانند در حفظ ویژگی همه‌توانی در مراحل مختلف تکامل در بعضی از گونه‌ها نقش داشته باشند. کار روی گورخرماهی و پستانداران، تعاملات بیشتری بین ریزRNAها و (RNA binding proteins(RBPs در تشخیص تفاوت‌های تکوینی پیشنهاد می‌دهد.

## پرتوانی

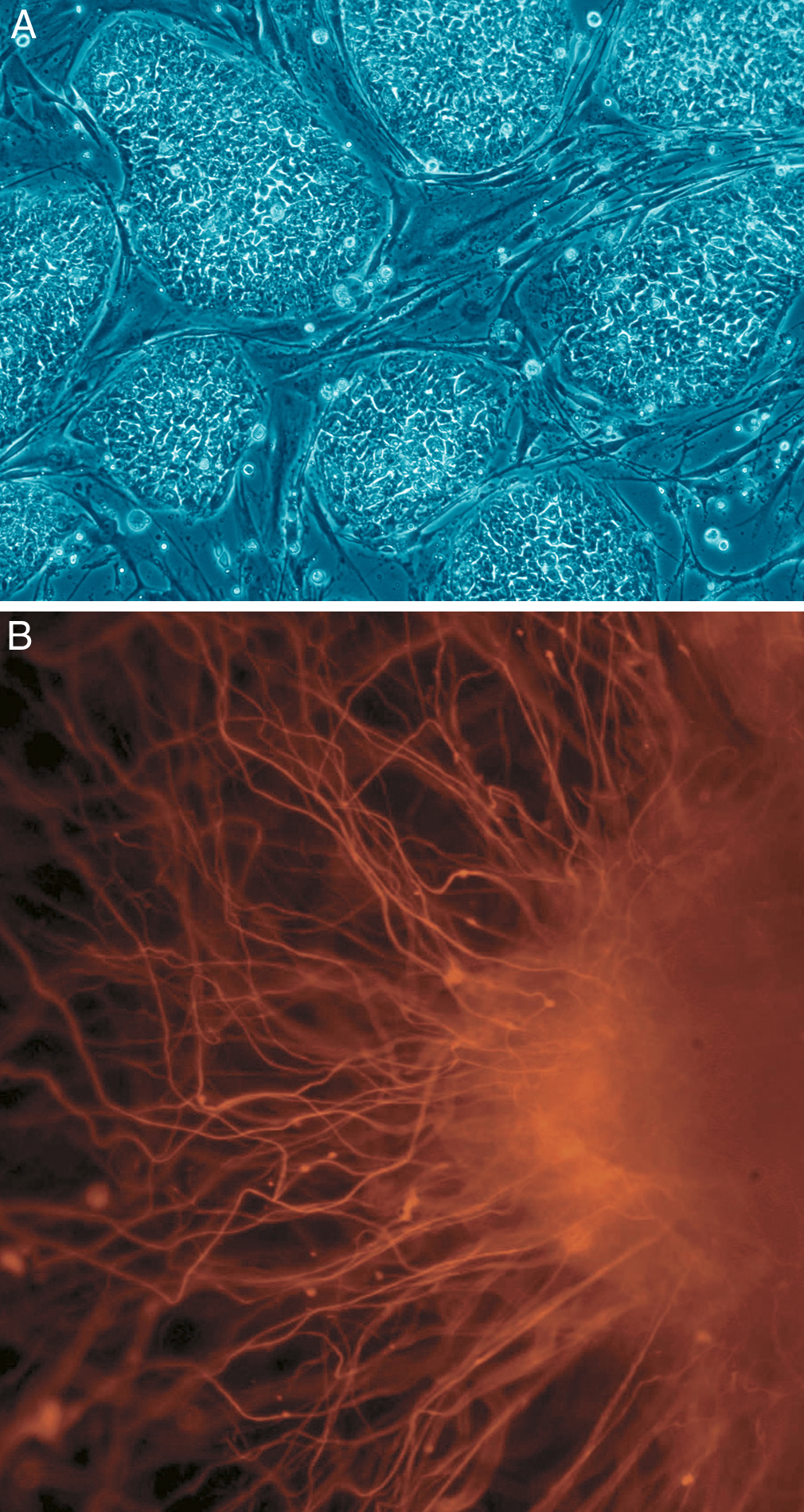
تصویر A: تجمعی از سلول‌های بنیادی رویانی انسان که هنوز تمایز پیدا نکرده‌اند. تصویر B: سلول‌های عصبی

در زیست‌شناسی سلولی، پرتوانی یا pluripotency (از واژهٔ لاتین plurimus، به معنای خیلی زیاد و potens به معنای داشتن قدرت) به سلول بنیادینی اشاره می‌کند که پتانسیل این را دارد که به یکی از سه لایهٔ جنینی زیر متمایز و تبدیل شود: درون‌پوست (پوشش درونی شکم، دستگاه گوارش، ریه‌ها)، میان‌پوست (ماهیچه‌ها، استخوان، خون)، یا برون‌پوستی (بافت‌های اپیدرمی و سیستم عصبی).
پرتوانی سلول، یک زنجیره است که از سلول همه‌توان که قابلیت ایجاد همهٔ انواع سلول‌های جنینی مانند سلول‌های بنیادین جنینی، و IPSCs را دارند، آغاز می‌شود و به دسته‌ای از سلول‌ها می‌رسد که بخشی از ویژگی پ همه‌توانی را دارا هستند و می‌توانند به هر سه نوع سلول‌های لایه‌های جنینی تبدیل شوند ولی تمام خصیصه‌های سلول‌های همه‌توان را ندارند.

### پرتوانی القایی
سلول‌های بنیادین پرتوان القایی (Induced pluripotency)، که به اختصار سلول‌های iPS یا iPSCs نامیده می‌شوند، انواعی از سلول‌های بنیادی پرتوان هستند که به صورت مصنوعی از یک سلول غیر پرتوان بدست می‌آیند، که معمولاً این سلول‌ها، یاخته‌های پیکری بالغ هستند و این کار از طریق فرایندهایی است که سلول را به اجبار و از طریق مکانیزم‌هایی وادار به بیان ژن‌ها و عوامل رونویسی مشخصی می‌کنند. این عوامل رونویسی، نقش کلیدی تعیین‌کننده‌ای در ایجاد وضعیت سلول دارند و هم چنین تأکیدی بر این حقیقت است که این سلول‌های پیکری، اطلاعات ژنتیکی مشابه سلول‌های جنینی اولیه را حفظ می‌کنند. قابلیت القای سلول‌ها به وضعیت پرتوانی، اولین بار در سال ۲۰۰۶ با استفاده از فیبروبلاست موش و چهار عامل رونویسی Oct4، Sox2، Klf4 و c-Myc انجام شد. این تکنیک که بازبرنامه‌ریزی نامیده می‌شود، باعث شد شنایا یاماناکا (Shinya Yamanaka) و جان گوردون (John Gurdon) جایزهٔ نوبل در روانشناسی و پزشکی را در سال ۲۰۱۲ بگیرند. در راستای این تلاش، در سال ۲۰۰۷ القائ موفقیت‌آمیز iPSC انسانی که از فیبروبلاست پوستی و غشایی استخراج شده بود، با روشی مشابه روش مورد استفاده برای القای سلول موشی، انجام شد. این سلول‌های القا شده، ویژگی‌ها و خصیصه‌های مشابه سلول‌های بنیادین جنینی (ESCs) را دارند، اما نیازی به استفاده از جنین نیست. بعضی از شباهت‌های بینESCها و iPSCها شامل پرتوانی، مورفولوژی، توانایی خودبازیابی، خصیصه‌ای که نشان می‌دهد آن‌ها می‌توانند به‌طور نامحدود تقسیم و تکرار شوند و بیان ژن آنها می‌باشد.
فاکتورهای اپی‌ژنتیکی نیز به نظر می‌رسد در بازبرنامه‌ریزی یاخته‌های پیکری در القای پرتوانی درگیر هستند. این تئوری مطرح است که فاکتورهای اپی‌ژنتیک خاصی، نشان‌ها و علائم اپی‌ژنتیک پیکری اولیه (original somatic epigenetic marks) را پاک می‌کنند تا علائم اپی‌ژنتیکی جدیدی را بدست آورند که بخشی از اکتساب وضعیت پرتوانی است. کروماتین نیز در iPSC مانند ESC شناخته شده‌است به طوریکه در آن کمتر فشرده و در نتیجه بیشتر قابل دسترسی است. تغییرات یوکروماتین (Euchromatin) نیز رایج است بطوریکه با وضعیت یوکروماتین در ESCها سازگار است.
به خاطر شباهت زیاد iPSCها به ESCها، iPSCها در پزشکی و تحقیقات اجتماعی بسیار مورد توجه هستند. iPSCها پتانسیل این را دارند که کاربردها و پیامدهای درمانی مشابه ESCها را بدون استفادهٔ بحث‌برانگیز و جنجالی جنین در طی این فرایند که یک بحث اخلاقی در زیست می‌باشد، داشته باشند.
علاوه بر این، مشخص شده‌است که بیان پیکریِ ترکیبی از عوامل‌رونویسی به‌طور مستقیم، می‌تواند انواع دیگری از سلول‌های پیکری مشخص شده را (transdifferentiation / دگرتمایزی) القا کند. محققان سه نسب عوامل رونویسی سلول‌های عصبی را شناسایی کرده‌اند که می‌تواند به‌طور مستقیم فیبروبلاست موشی را به نورون‌های با کارکرد کامل تبدیل کنند. این نتایج، چیستی تمایز یاخته‌ای و درستی الزام نسب و مراحل تکوین را به چالش کشیدند و نشان می‌دهند که با ابزارهای مناسب و دقیق، تمام سلول‌ها، همه‌توان هستند و می‌توانند انواع بافت‌ها را ایجاد کنند. بعضی از کاربردهای پزشکی و درمانی iPSCها از بیمارانی بدست آمده‌است که کار پیوند بافت و سلولی را بدون ریسک پس زدن (که رایج است) انجام داده‌اند.

## چندتوانی

سلول‌های بنیادی خون‌ساز، نمونه‌هایی از سلول‌های چندتوانی هستند. زمانی که به سلول‌های پروژنیتور myeloid یا lymphoid متمایز می‌شوند، توانایی خود را از دست می‌دهند و به سلول‌های کم‌توانی تبدیل می‌شوند که توانایی ایجاد تمام سلول‌های نسب خود را دارند.

چندتوانی یا multipotency، سلول‌های نیایاخته یا پروژنیتوری هستند که پتانسیل فعال‌سازی ژن‌ها برای ایجاد تمایز به سلول‌های متفاوت جدا از یکدیگر را دارا هستند. برای مثال، یک سلول بنیادی خونی چندتوانی، یک سلول hematopoietic می‌باشد و این نوع از سلول می‌تواند خودش را به انواع بسیاری از سلول‌های خونی مانند لنفوسیت، مونوسیت و نوتروفیل و غیره تمایز دهد. اما نمی‌تواند به سلول‌های مغز یا استخوان یا سلول‌هایی غیر از سلول‌های خونی تمایز پیدا کند.
تحقیقات اخیر مرتبط با سلول‌های چندتوانی، این موضوع را مطرح می‌کنند که سلول‌های چندتوانی ممکن است بتوانند به سلول‌هایی غیر مربوط تبدیل شوند. در مورد دیگری، سلول‌های بنیادین خون بند ناف به سلول‌های نورون انسانی تبدیل شده‌اند. تحقیقات روی تبدیل سلول‌های چندتوانی به سلول‌های پرتوان تمرکز دارند.
سلول‌های چندتوانی نه در همهٔ سلول‌ها، بلکه در بسیاری از انواع سلول‌ها وجود دارند. سلول‌های چندتوان در خون بند ناف، بافت‌های چربی، سلول‌های قلب، مغز استخوان و سلول‌های بنیادین مزانشیم (MSCs) که در دندان آسیا وجود داشت، کشف شدند.

## کم‌توان
کم‌توانی در زیست‌شناسی، توانایی سلول پروژنیتور برای تمایز به چند نوع سلول است. در حقیقت بحت در رابطه با درجهٔ پتانسیل سلول‌ها برای تمایز به انواع سلول‌ها می‌باشد و درجهٔ این نوع از سلول و انواعی که می‌تواند به آن‌ها تمایز پیدا کند نسبت به مدل‌های بالا کمتر است. مثال‌هایی از سلول‌های بنیادین کم‌توانی، سلول‌های بنیادین لنفوئید و میلوئید (وابسته به مغز استخوان) می‌باشند. به‌طور خاص، سلول‌های لنفوئید می‌توانند باعث ایجاد انواع سلول‌های خونی مانند سلول‌های B و سلول‌های T شوند، ولی نمی‌توانند به انواع دیگری از سلول‌های خونی مانند سلول‌های قرمز خون تبدیل شوند. مثالی از سلول‌های پروژنیتور، سلول‌های بنیادین عروقی هستند که ظرفیت تبدیل شدن به هر دو نوع سلول لایهٔ درون‌رگی یا ماهیچه‌های صاف را دارند.

## تک‌توانی
در زیست‌شناسی سلولی، یک سلول تک‌توان یا unipotent به مفهوم این است که یک سلول بنیادی ظرفیت این را دارد که تنها به یک نوع سلول تبدیل شود، توان یا پتانسیل این نوع از سلول‌ها نسبت به دسته‌های دیگر برای ایجاد گونه‌های متفاوت سلولی، کمتر است. در حال حاضر اینکه آیا سلول‌های بنیادین تک‌توان واقعی وجود دارند یا نه مشخص نیست.